# Agrodiaetus actinides
Agrodiaetus actinides är en fjärilsart som beskrevs av Otto Staudinger 1886. Agrodiaetus actinides ingår i släktet Agrodiaetus och familjen juvelvingar. Inga underarter finns listade i Catalogue of Life.